# Luis Gil-Orozco Roda
Luis Gil-Orozco Roda (Requena, Plana d'Utiel, 18 d'agost de 1931 - 23 de juny de 2013) va ser un polític, advocat i enòleg valencià, diputat a les Corts Valencianes en la II Legislatura.

## Biografia
Llicenciat en dret per la Universitat de València, també era perit en Enologia i Viticultura. Anys més tard va decidir endinsar-se al món de la política després de la defunció de Francisco Franco, dos anys posteriors es va presentar com a candidat a les llistes del Centre Popular de València per les Eleccions generals espanyoles de 1977 i posteriorment va entrar en el partit polític Centro Democrático y Social (CDS) de la Comunitat Valenciana, on va integrar la va integrar la primera comissió permanent i el primer comitè executiu i polític del partit en tota l'autonomia.
Entre els anys 1981 i 1982, va ser nomenat Governador Civil de Ciudad Real per l'executiu de la Unió de Centre Democràtic (UCD). Després va passar a la política autonòmica en la Comunitat Valenciana, sota el Consell del País Valencià presidit per Enrique Monsonís, en el que Gil-Orozco va ser diputat a les eleccions a les Corts Valencianes de 1987, Secretari de Presidència i Director General d'Agricultura de la Generalitat. Després va ser Cap de la Secció Immobiliària i Assistència Jurídic-Agrària de la Direcció general de Desenvolupament Agrari de la Conselleria d'Agricultura i Pesca.
Luis Gil-Orozco, en l'àmbit local va ser un gran impulsor del Moviment Cooperatiu Agrari de la Comarca Requena-Utiel, on va dirigir diferents cooperatives i en la seva labor també ha participat en congressos tant nacionals com a internacionals.
A més va ser el major lletrat de l'Ajuntament de Requena en el qual va ser impulsor de nombrosos projectes municipals i com a diputat en les Corts s'implico perquè el govern del president Joan Lerma col·laborés en tot això.
Va morir a l'edat de 81 anys, el dia 23 de juny de l'any 2013 en Requena, sent enterrat en el cementiri de la població.